# Lyfe (astrobiologie)
Pour les articles homonymes, voir Lyfe.
En exobiologie, le concept de lyfe (prononcé [lɔif], « loïf »), un néologisme dérivé de l'anglais life (« vie ») que l'on peut traduire par « vye », « le vyvant » (également des néologismes) ou « vie universelle », est un essai de définition de ce que pourrait être la vie en général, au-delà des définitions restrictives de la vie sur Terre.
Si une vie existe en dehors de la planète Terre, elle pourrait en effet ne pas avoir certaines des caractéristiques universelles sur Terre comme la présence d'acides nucléiques. La vie terrestre que nous connaissons deviendrait ainsi une sous-catégorie d'une vie plus universelle, la lyfe.

## Historique
Le concept a été défini en 2020 par Stuart Bartlett, scientifique spécialiste de la complexité à Caltech, et Michael L. Wong, astrobiologiste de l'université de Washington.

## Caractéristiques
Un système doté de lyfe aurait les caractéristiques suivantes, appelées les quatre piliers par les auteurs et inspirés de la thermodynamique, :
- dissipation : capacité à exploiter et à convertir des sources d'énergie ;
- autocatalyse : capacité à croître ou à se développer de manière exponentielle ;
- homéostasie : capacité à limiter les changements internes lorsque les choses changent à l'extérieur ;
- apprentissage : capacité à enregistrer, traiter et réaliser des actions basées sur des informations.

Le feu possède toutes ces caractéristiques excepté la capacité d'apprentissage.